# Ernestine Anderson

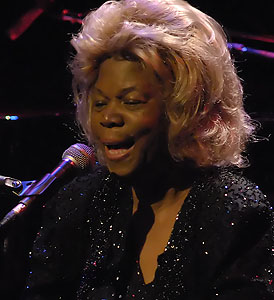
Ernestine Anderson (2008)

Ernestine Irene Anderson (* 11. November 1928 in Houston, Texas; † 10. März 2016 in Shoreline, Washington) war eine US-amerikanische Jazz- und Blues-Sängerin.

## Leben
Ernestine Anderson stand bereits als Teenager auf der Bühne; Anfang der 1940er sang sie einmal wöchentlich in Russell Jacquets Bigband. 1944 zog ihre Familie nach Seattle. Dort sang sie bald in Blackwell’s Junior Band – in der zur selben Zeit auch Quincy Jones spielte.
Von 1947 bis 1949 verließ Anderson Seattle und tourte mit der Band des Rhythm-and-Blues-Pioniers Johnny Otis. Ebenfalls 1947 nahm sie in Los Angeles mit Shifty Henry’s Orchestra ihre erste Platte auf (Good Lovin’ Babe / K.C. Lover, Black & White Records). Anderson heiratete und zog nach der Geburt ihres ersten Kindes 1949 wieder nach Seattle.
1952/53 kehrte sie ins Musikgeschäft zurück, fand eine Anstellung beim Lionel Hampton-Orchestra, mit dem sie nach New York ging. 1955 sang sie zwei Titel auf der Gigi-Gryce-Platte Nica’s Tempo (Savoy Records). Woraufhin sie 1956 von Rolf Ericson zu einer Skandinavien-Tour eingeladen wurde. 1957 nahm sie mit der Bigband von Harry Arnold ihre erste Langspielplatte auf. Die Platte wurde in den Vereinigten Staaten 1958 von Mercury Records unter dem Titel Hot Cargo herausgebracht. Hot Cargo bescherte ihr den großen Erfolg: 1958 sang sie auf dem Monterey Jazz Festival, 1959 wurde sie vom Down-Beat-Magazin zum „Best New Vocal Star“ gewählt.
In den 1960ern veränderte sich der Musikgeschmack zu Ungunsten des Jazz. Mitte der 1960er zog sie für zwei Jahre nach London, danach kehrte Anderson wieder an die amerikanische Westküste zurück. Als sie 1975 dem Jazzbassisten Ray Brown wiederbegegnete, wurde dieser ihr Manager und besorgte ihr einen Auftritt beim Concord Jazz Festival 1976, der zum Vertragsabschluss bei Concord Records führte. Es folgten Auftritte in Japan und Europa – sie trat mehrfach auf dem Monterey Jazz Festival auf (zuletzt 2003 mit Lafayette Harris) und 1988 in der Carnegie Hall. Anderson blieb bis 1993 bei Concord, wo sie annähernd zwanzig Alben veröffentlichte, auch mit dem Clayton-Hamilton Jazz Orchestra. 1993 unterzeichnete sie bei Quincy Jones’ Label Qwest Records, bei dem sie bis Ende der 1990er blieb.
Das Bumbershoot Arts Festival Seattle verlieh ihr 2002 die Golden Umbrella Auszeichnung für ihr Lebenswerk.
Anderson hatte drei Kinder und lebte zuletzt in einem Seniorenheim. Am 10. März 2016 starb Ernestine Anderson im Alter von 87 Jahren in Shoreline, Washington.

## Diskografie (Auswahl)
- 1958: Hot Cargo (Mercury Records)
- 1960: My Kinda Swing (Mercury Recordds)
- 1976: Hello Like Before (Concord Records)
- 1981: Never Make Your Move Too Soon (Concord)
- 1983: Big City (Concord)
- 1985: When The Sun Goes Down (Concord)
- 1993: Now and Then (Qwest Records)
- 1996: Blues, News & Love News (Qwest Records)
- 2011: Nightlife: Live at Dizzy's Club Coca-Cola (High Note), u. a. mit Houston Person, Lafayette Harris, Lonnie Plaxico, Jerome Jennings, Willie Jones III